# 石廊埼灯台
石廊埼灯台（いろうざきとうだい）は、静岡県の南伊豆町、伊豆半島の最南端、石廊崎に立つ、白亜の塔形をした中型灯台で、「日本の灯台50選」にも選ばれている。周辺は、富士箱根伊豆国立公園に指定されていて、壮大な太平洋のパノラマが展開している。7月と11月のうち1日間程度、灯台の一般公開が実施される他、2023年4月より、石廊崎オーシャンパークのガイドツアーで、灯台上部踊り場まで入ることができる。なお、灯台の名称は「石廊埼灯台」だが、所在している岬の名称は「石廊崎」である。

## 歴史
昔より石廊崎は航海の難所で、この沖の岩礁で座礁、難破する船も多くあったため、灯台の設置が求められていた。
- 1871年10月5日（旧暦では明治4年8月21日）：設置・初点灯した。かの「灯台の父」と呼ばれるリチャード・ヘンリー・ブラントンの設計による八角形の木造灯台として建設され、日本では10番目に古い洋式灯台だった。
- 1932年（昭和7年）11月14日：暴風で大破。
- 1933年（昭和8年）3月31日：現在のコンクリート造に建て替えられた。
- 1951年（昭和26年）5月15日：船舶気象通報放送開始、偶数時の23分から25分まで[1]
- 1993年（平成5年）2月：灯質を変更し、灯塔を白タイル張りへ。
- 2016年（平成28年）9月30日：併設の船舶気象通報（灯台放送）を廃止[2]

## 併設施設
- 船舶気象通報

## 交通
伊豆急行伊豆急下田駅から東海バス石廊崎オーシャンパーク行きで約45分、終点下車後徒歩5分程度。

## 周辺情報
- 石廊崎
- 石室神社
- 波勝崎苑